# Wunsiedler Weiher
Der Wunsiedler Weiher ist ein künstlich angelegtes Staugewässer zwei Kilometer südlich der Stadt Selb im Landkreis Wunsiedel im Fichtelgebirge (Nordostbayern). Der Weiher wird vom Lausenbach gespeist, der seinen Ursprung in der Häuselloh östlich der Stadt Selb hat.

## Namensdeutung
Wissenschaftler deuten den Namen Lausenbach als von luz (Lauer, Versteck) stammend. In der Umgebung von Selb gibt es zahlreiche stehende Gewässer, die Teich heißen (z. B. Langer Teich, Markgrafenteich, Breiter Teich, Schützteich oder Erlteich). Warum diese Staugewässer Teich genannt werden und der Wunsiedler Weiher so heißt, ist noch nicht geklärt.

## Entstehungsgeschichte
Um das Jahr 1485 wurde der Weiher von der Stadt Wunsiedel durch Weiherschütter Jakob Peck für die Karpfenzucht angelegt. Damals nannte man ihn „Weiher an der Lausen“, da er durch den Lausenbach gespeist wird. 1499 mussten drei Gulden Zins für den 30 Tagwerk großen Weiher entrichtet werden. 1532 brach der Damm und das Wasser richtete großen Schaden an. Trotz Einspruch der Stadt Selb wurde der Bach 1534 wieder angedämmt.

## Naturschutzgebiet
Das Moorgebiet um den Wunsiedler Weiher ist ein wertvolles Relikt eines ehemaligen Hochmoores, dessen Moorkörper (Torflager) zum großen Teil noch erhalten ist. Dort haben sich ein Feuchtbiotop mit Flach- und Übergangsmoor sowie Pfeifengraswiesen und Borstgraswiesen entwickelt. Das Moor ist auch ein Rückzugsgebiet für eine Vielzahl seltener bzw. gefährdeter Pflanzen und Tiere, weshalb das Gebiet 1985 als Moorgebiet Wunsiedler Weiher unter Naturschutz gestellt wurde.